# Granaz Moussavi
Granaz Moussavi (geboren 24. Januar 1974 in Teheran) ist eine iranische Lyrikerin und Filmemacherin.

## Leben
Granaz Moussavis Eltern arbeiteten in Teheran in der Filmproduktion, im Jahr 1997 wanderte die Familie nach Australien aus. Moussavi schloss ihr im Iran begonnenes Filmstudium 2002 an der Flinders University mit dem Kurzfilm A Short Film About Colour ab.
Ihren ersten Gedichtband druckte sie 1996 im iranischen Untergrund, 2001 erschien ein zweiter und 2003 ein dritter Band. Sie produzierte 2009 den australisch-iranischen, semiautobiografischen Film My Tehran for sale im Iran. Der Film fiel 2011 im Iran unter die Zensur, und Moussavi kann seitdem nicht in den Iran reisen. Moussavi wurde 2011 an der University of Western Sydney mit einer Analyse ihres Filmes My Tehran for sale zum Doktor der kreativen Künste promoviert. Sie unterrichtete an der University of Queensland. In Deutschland war sie 2011 als Jurorin zum Mannheim-Heidelberger Filmfestival eingeladen.
Ihr 2016 in deutscher Übersetzung erschienener, zweisprachiger Gedichtband Gesänge einer verbotenen Frau enthält eine Auswahl aus ihren ersten drei Gedichtbänden.

## Werke
- My Tehran for sale : a reflection on the aesthetics of Iranian poetic cinema. D.C.A. University of Western Sydney 2011
- Gesänge einer verbotenen Frau. Aus dem Farsi von Isabel Stümpel. Leipziger Literaturverlag 2016 (zuerst 2003 in Farsi)

## Film
- My Tehran for sale. Farsi mit englischen Untertiteln. Australien, 2009